# Дараселия, Даниел Учанович
Даниел Учанович Дараселия (1898 год, Зугдидский уезд, Кутаисская губерния, Российская империя — неизвестно, Зугдидский район, Грузинская ССР) — звеньевой колхоза «Колхида» Зугдидского района, Грузинская ССР. Герой Социалистического Труда (1950).

## Биография
Родился в 1898 году в крестьянской семье в одном из сельских населённых пунктов Зугдидского уезда. Окончил местную начальную школу, потом трудился в сельском хозяйстве. В послевоенное время — звеньевой чаеводов колхоза «Колхида» Зугдидского района.
В 1949 году звено под его руководством собрало в среднем с каждого гектара по 8049 килограмма сортового чайного листа на участке площадью 2 гектара. Указом Президиума Верховного Совета СССР от 19 июля 1950 года удостоен звания Героя Социалистического Труда за «получение высоких урожаев сортового зелёного чайного листа и цитрусовых плодов в 1950 году» с вручением ордена Ленина и золотой медали «Серп и Молот» (№ 5250).
Этим же указом званием Героя Социалистического Труда были награждены председатель колхоза Калистрат Михайлович Шерозия, бригадиры Ян Парнаозович Джабуа, Лаврентий Ерастович Джоджуа, Ражден Константинович Кадария, звеньевые Владимир Владимирович Джабуа, Имения Степанович Джабуа, колхозницы Ксения Тарасхановна Дараселия, Лена Алмасхановна Дараселия, Тамара Владимировна Латария и Ольга Тарасовна Рогава.
За выдающиеся трудовые достижения по итогам 1950 года награждён вторым Орденом Ленина.
После выхода на пенсию проживал в Зугдидском районе. Дата смерти не установлена.
Награды
- Герой Социалистического Труда
- Орден Ленина — дважды (1950; 01.09.1951)